# Márcia Derraik
Marcia Celeste Derraik Barbosa (Rio de Janeiro, 26 de julho de 1971) é uma cineasta brasileira que se destacou pela produção de documentários.
Em 1997 realizou Dib, sobre o cinegrafista do cinema novo, Dib Lutfi. O filme ganhou prêmios de Melhor Vídeo no Festival Internacional do Rio de Janeiro e na Jornada de Cinema da Bahia em 1997, sendo considerado pelo diretor Kleber Mendonça Filho como um "trabalho vibrante, com edição milimétrica".
Em 2001 realizou o curta-metragem Coruja, sobre o cantor Bezerra da Silva - em co-autoria com Simplício Neto. O filme ganhou diversos prêmios, inclusive o de Melhor Curta no Festival de Cinema Brasileiro em Miami 2001, Prêmio Especial do Júri no Festival de Gramado e o prêmio do Júri Popular no Festival do Rio. Posteriormente foi realizada uma versão de longa-metragem com o nome Onde a Coruja Dorme, lançado em diversos estados do país em 2012, tendo recebido críticas positivas. Realizou também o documentário Memórias de Uma Mulher Impossível, sobre a escritora, editora e patrona do feminismo no Brasil Rose Marie Muraro.
Entre 2008 e 2015 foi produtora, co-diretora e co-curadora da Mostra Live Cinema, evento dedicado ao audiovisual criado e exibido em tempo real.